# Safo (Gounod)
Safo (título original en francés, Sapho) es una ópera en tres actos con música de Charles Gounod y libreto en francés de Émile Augier. Se estrenó en la Ópera de París en la Salle Le Peletier el 16 de abril de 1851. Tuvo solo 9 representaciones en su producción inicial, pero fue un succès d'estime para el joven compositor, con las críticas alabando el acto III en particular. Fue más tarde repuesto en un formato de dos actos (1858) y cuatro actos (1884), logrando un total de 48 representaciones.

## Historia

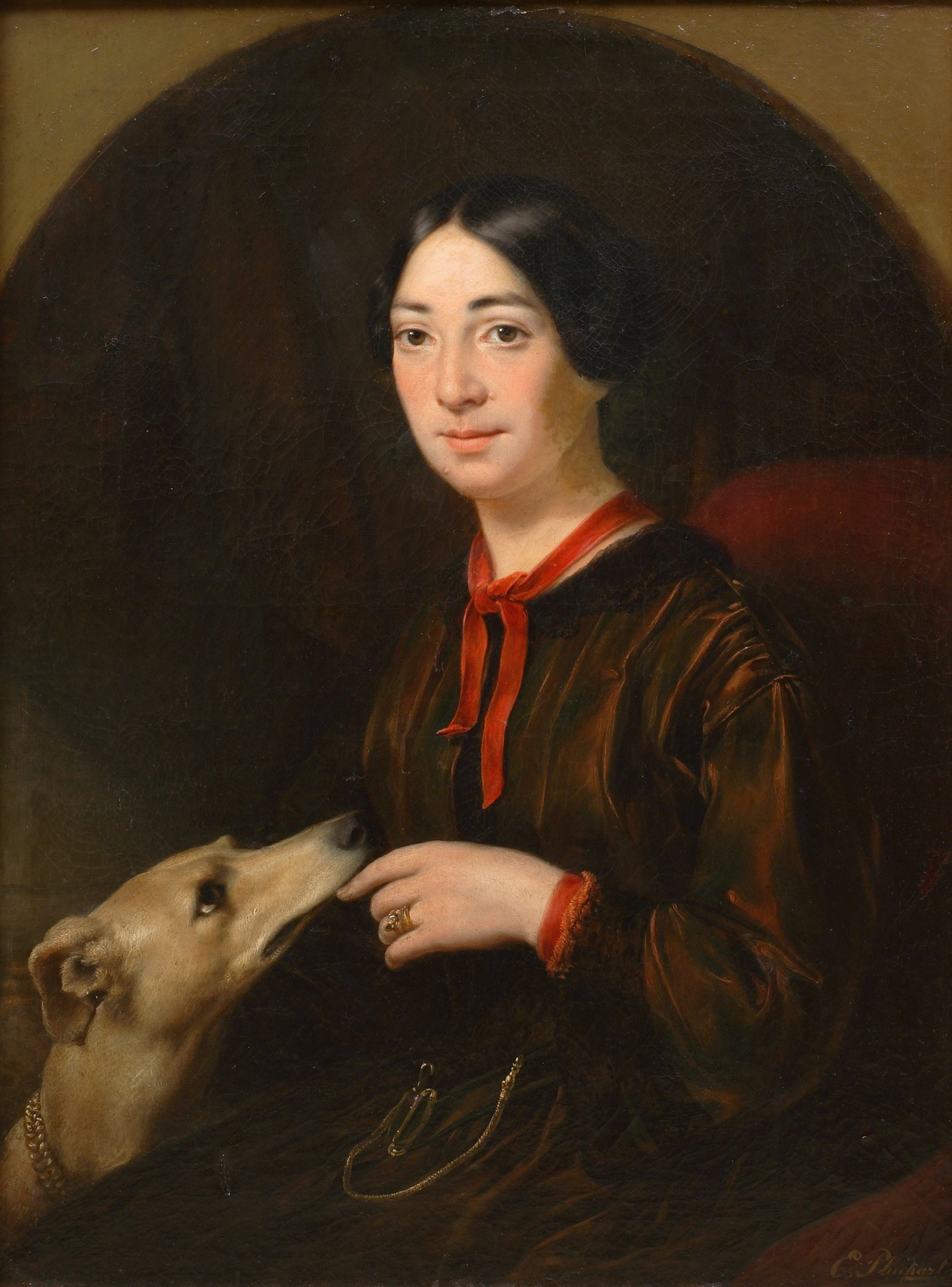
Pauline Viardot

El impulso para la composición de la primera ópera de Gounod, y su aceptación para representarse en el primer teatro de ópera de Francia, se debió principalmente a la influencia de Pauline Viardot, quien conoció al joven compositor en enero o febrero de 1850, poco después de su triunfo allí en Le prophète de Meyerbeer. Después de conocer varias de las composiciones al piano del joven compositor, Pauline Viardot le preguntó a Gounod por qué no había compuesto aún una ópera, a lo que él respondió que carecía de libreto. Fue ella quien le instó a pedir a Augier el libreto, y que ella asumiría el papel principal de la ópera de Gounod, si Augier escribiera el poema. 
Gounod, Augier y Viardot eran adecuados para la colaboración. En reacción a algunos de los excesos del Romanticismo francés, Augier (además de François Ponsard) se había convertido en uno de los dirigentes de un movimiento cuya principal preocupación era la restauración de los temas clásicos al teatro francés. Viardot tenía un interés bien conocido por la literatura griega, y el propio Gounod, en parte por sus estudios religiosos de temas bíblicos, había quedado fascinado con el mundo antiguo. Las leyendas relacionadas con la poetisa griega Safo fueron seleccionadas como historia para la ópera, y no era razón menor el proporcionar a la Viardot un rol titular impresionante y serio.
Cuando Gounod le mostró la partitura a Pauline Viardot, ella se mostró satisfecha con la música. Sugirió cambios, entre ellos el uso de la melodía de "Chanson du pêcheur" de Gounod para el soliloquio de Safo "Ô ma lyre immortelle". Se convertiría en la pieza más famosa de la ópera. Una vez comenzaron los ensayos en la ópera, la censura requirió cambios. 
La ópera finalmente se estrenó el 16 de abril de 1851. Los escenarios fueron diseñados por Charles Séchan y Édouard Despléchin, y la mise en scène fue de Leroy. Aunque hubo cierta indulgencia por una primera obra del compositor y muchos en el público encontraron muchas cosas que les gustaron, la ópera no fue bien. La música fue inusual para su época, y se centró en el drama psicológico entre Safo y Glycère. 
Posteriores producciones no tuvieron más éxito. Safo tuvo una sola representación en el Covent Garden de Londres el 9 de agosto de 1851 con Viardot como Safo, y una reposición en París el 26 de julio de 1858 en la Ópera, que comprimió la obra en dos actos, fue presentada solo diez veces.
Una revisión posterior de la ópera, presentada por la Ópera de París en el Palais Garnier desde el 2 de abril hasta el 29 de diciembre de 1884, ampliado a cuatro actos, con Gabrielle Krauss en el rol titular, tuvo poco éxito. Introdujeron un nuevo personaje, Pittacus; el compositor dirigió las tres primeras representaciones de un total de 29. La partitura de esta versión nunca se publicó, pero Augier incluyó el libreto en el primer volumen de su Théâtre complète.
Esta ópera rara vez se representa en la actualidad; en las estadísticas de Operabase no aparece entre las óperas representadas en el período 2005-2010.

## Personajes
| Personaje                      | Tesitura     | Reparto del estreno, 16 de abril de 1851 (Director: Narcisse Girard) | Versión revisada, 2 de abril de 1884 (Director: Charles Gounod) |
| ------------------------------ | ------------ | -------------------------------------------------------------------- | --------------------------------------------------------------- |
| Sapho (Safo)                   | mezzosoprano | Pauline Viardot                                                      | Gabrielle Krauss                                                |
| Glycère                        | mezzosoprano | Anne Poinsot                                                         | Alphonsine Richard                                              |
| Œnone (Enone)                  | mezzosoprano |                                                                      | Dumesnil                                                        |
| Phaon (Faón)                   | tenor        | Louis Guéymard                                                       | Étienne Dereims                                                 |
| Pythéas (Piteas)               | bajo         | Hippolyte Brémond                                                    | Pierre (Pedro) Gailhard                                         |
| Alcée (Alceo)                  | barítono     | Mécène Marié de l'Isle                                               | Léon Melchissédec                                               |
| Pittacus (Pítaco)              | bajo         | —                                                                    | Pol Plançon                                                     |
| Cynégire (Cinégiro)            | bajo         |                                                                      | Lambert                                                         |
| Cratès (Crates)                | tenor        |                                                                      | Girard                                                          |
| Agathon (Agatón)               | tenor        |                                                                      | Sapin                                                           |
| Sumo Sacerdote                 | bajo         | Alexis Prévost                                                       | Palianti                                                        |
| Un pastor                      | tenor        | Aimes                                                                | Piroia                                                          |
| Pueblo, jóvenes, conspiradores |              |                                                                      |                                                                 |